# Savane e praterie del Terai-Duar
Le savane e praterie del Terai-Duar sono un'ecoregione dell'ecozona indomalese, definita dal WWF (codice ecoregione: IM0701). Situata ai piedi dell'Himalaya, questa immensa ecoregione si estende per 34.600 chilometri quadrati (circa due volte le Hawaii), e consiste nella continuazione della piana alluvionale del Gange; ricopre prevalentemente la regione del Terai del Nepal meridionale: dalle valli di Bhabar e Dun e a Banke, ad ovest, prosegue fino alle valli di Dang e Deokhuri lungo il corso del fiume Rapti. Una piccola parte di essa tocca il Bhutan, e si spinge fin oltre i confini degli stati indiani dell'Uttar Pradesh e del Bihar.

## Territorio
Questa ecoregione ricopre un territorio di quasi 35.000 chilometri quadrati incastonato tra l'India nord-orientale e i contrafforti montuosi del Nepal, in una delle aree di grande dinamismo della crosta terrestre. Qui la placca del subcontinente indiano, distaccatasi durante la frammentazione del grande supercontinente meridionale di Gondwana, nel suo lento e inesorabile cammino verso nord incontra il continente asiatico e si salda con esso. Le due rime continentali, sottoposte alle immense pressioni tettoniche, finiscono per deformarsi, accavallarsi, sovrapporsi l'una sull'altra per poi innalzarsi maestose verso il cielo, in quella che è a tutt'oggi la catena montuosa più giovane, più alta e più aspra del mondo: la catena dell'Himalaya.
Anche dal punto di vista biogeografico questa regione presenta un notevole interesse. Qui la fauna di tipo tropicale tipica della regione orientale trova un punto d'incontro e di intergradazione con la fauna della regione paleartica, di tipo temperato o freddo: il Terai-Duar e il versante meridionale dell'Himalaya fino a 2500 metri di quota sono dominati dalle specie tropicali, di origine indomalese o indiana, mentre più a nord il fronte di 3000 chilometri di montagne, dall'Hindu Kush al Pamir all'Himalaya, ospita la fauna di tipo freddo originatasi, durante il Terziario, nei centri di differenziamento del Turkestan e del Tibet.
Il fiume Gange e innumerevoli altri corsi d'acqua che si originano dai gruppi montuosi dell'Himalaya caratterizzano fortemente il Terai-Duar (Terai vuol dire infatti «Terra umida»), sia nelle sue caratteristiche fisiche, sia nelle tipologie ambientali.
Qui è presente una vasta gamma di habitat che si adattano alle diverse caratteristiche di umidità dell'ambiente: dalle praterie e savane alle foreste tropicali monsoniche, agli ambienti di steppa. In estate la temperatura è particolarmente calda e umida e raggiunge facilmente i 40 °C. Le inondazioni annuali dovute alle piogge monsoniche causano l'esondazione periodica dei fiumi che, con il loro limo, rendono il suolo ricco di sostanza organica.

## Flora

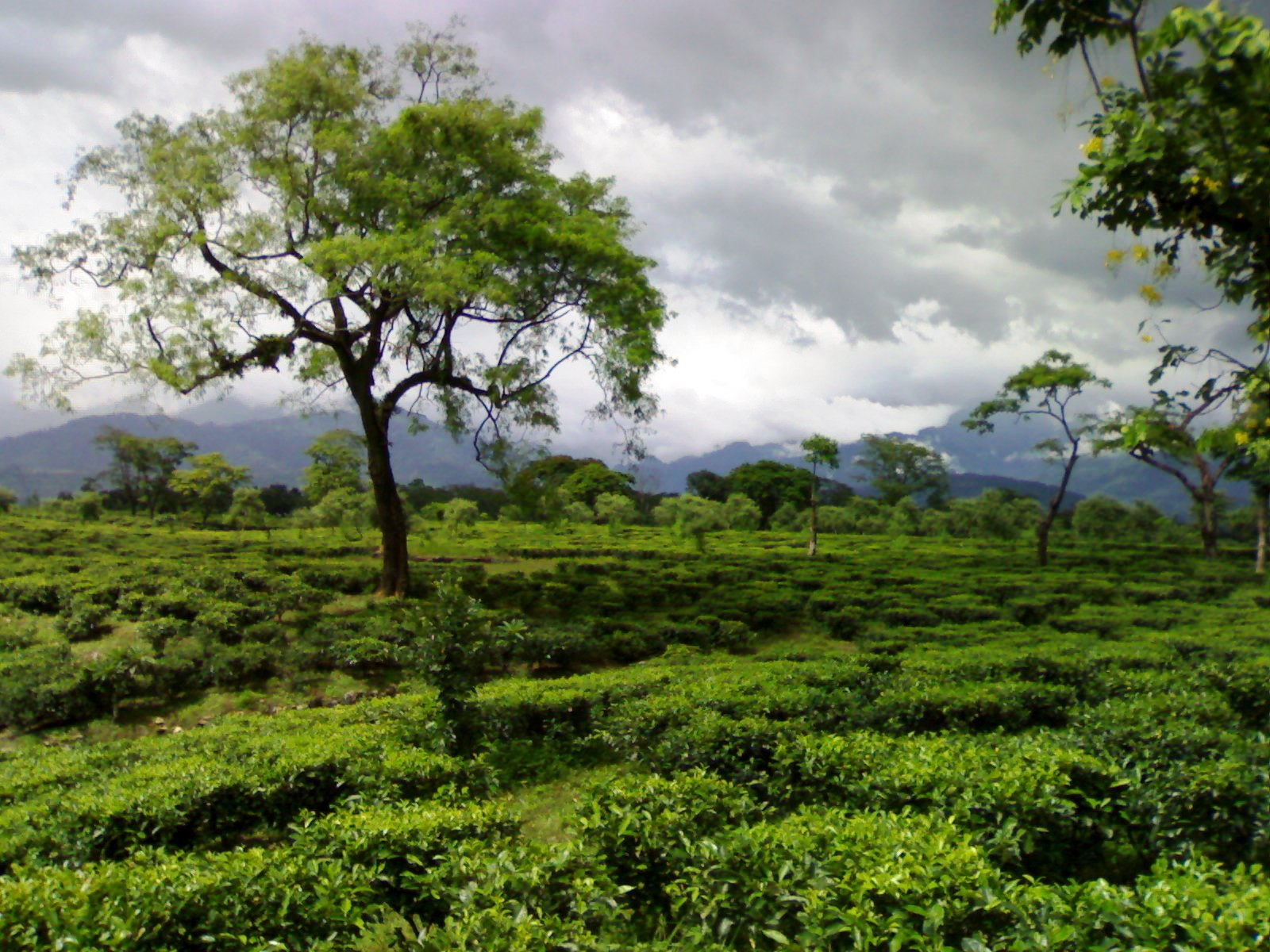
Paesaggio nel Bengala Occidentale ai piedi dell'Himalaya

Questa ecoregione ospita le praterie dove crescono le erbe più alte del mondo, molto più rare e a rischio, rispetto a quelle rade e basse. Questa caratteristica indica la presenza di un terreno ricco di nutrienti. Tuttavia, proprio questa peculiarità fa sì che quasi tre quarti di suolo fertile siano stati convertiti a uso agricolo e subiscano oggi un processo accelerato di degrado e di erosione.
Nelle aree non ancora trasformate dall'agricoltura si trovano alcune tra le specie di maggiore altezza appartenenti alla famiglia delle Poacee: Saccharum spontaneum, Tripidium bengalense, Narenga porphyrocoma, Tripidium ravennae, Phragmites karka, Arundo donax, Themeda villosa e Themeda arundinacea. Altre specie erbacee più basse sono Imperata cylindrica, Andropogon spp. e Aristida adscensionis. Si tratta in ogni caso di vegetazione che ha sviluppato una particolare robustezza e capacità di resistenza sia al fuoco che a periodi prolungati di inondazione, in grado di ricrescere velocemente, non appena si ripresentino condizioni ambientali ed ecologiche favorevoli.
Tuttavia, il Terai-Duar non è solo dominato da praterie. Questa regione racchiude una vasta gamma di habitat che si succedono a ritmo regolare formando un paesaggio a strati, o terrazzato. Oltre alle praterie della savana troviamo, a seconda delle diverse condizioni di umidità, foreste sempreverdi e decidue, foreste aride e steppe. Saccharum spontaneum è la specie pioniera che colonizza i terrazzamenti più alti subito dopo il ritiro del limo dovuto ai monsoni e costituisce una risorsa alimentare importantissima per il rinoceronte indiano (Rhinoceros unicornis) e altri grandi mammiferi quali l'elefante indiano (Elephas maximus).

## Fauna
Nel parco nazionale di Chitwan, nel Nepal meridionale, vivono oggi 605 rinoceronti indiani, su una popolazione residua complessiva stimata in non più di 2500-3500 individui. Qui pascolano i cervi pomellati (Axis axis), prede di elezione per la tigre del Bengala (Panthera tigris tigris), una delle nove sottospecie di tigre. Nell'area del Terai-Duar sono presenti quattro Tiger Conservation Unit (TCU). Questo sistema di riserve costituisce la più importante area transfrontaliera di tutto il subcontinente indiano progettata specificamente per la conservazione delle tigri. Essa inoltre ospita una popolazione vitale di leopardo (Panthera pardus) e una piccola popolazione del raro leopardo nebuloso (Neofelis nebulosa).
Al termine della stagione monsonica le acque si ritirano e lasciano il terreno coperto di fango. Qui crescono Saccharum bengalense e altre specie erbacee tenute basse dal pascolo di numerosi erbivori, come il barasinga (Rucervus duvaucelii), un cervide dalle corna particolarmente ramificate, e il raro cinghiale nano (Porcula salvania), endemico.
Uno dei motivi per cui questa regione è inserita nelle «Global 200» è proprio la diversità specifica, unita a un alto livello di biomassa, degli ungulati rilevata nei mosaici ambientali di prateria e foresta.
A quote maggiori, dove i terreni allagati lasciano spazio alla giungla, è comune il sal (Shorea robusta), pianta tropicale appartenente alla famiglia delle Dipterocarpacee dalla quale si ricavano il grasso e la stearina di shorea per usi alimentari.
Tre specie di uccelli sono endemiche del Terai-Duar: il garrulo spinoso (Turdoides nipalensis), la prinia capogrigio (Prinia cinereocapilla) e la quaglietta del Manipur (Perdicula manipurensis). Altri importanti rappresentanti dell'avifauna sono l'airone intermedio (Ardea intermedia), il cuculo baio (Cacomantis sonneratii), il barbetto ramatore (Psilopogon haemacephalus) e il pigliamosche pettirosso (Ficedula parva).

## Conservazione
Il WWF ha intrapreso numerose azioni di conservazione in tutto il Nepal e in particolare nell'ecoregione del Terai-Duar. Uno tra i progetti di conservazione più significativi, avviato nel 2003 in un'area chiave situata tra Nepal, Bhutan, India e Bangladesh, è il Terai Arc Landscape.
L'area in cui è attivo il Terai Arc Landscape (non solo una delle «Global 200», ma anche una delle aree prioritarie per il fondo Save the Tiger che include due siti World Heritage delle Nazioni Unite) occupa 22.288 chilometri quadrati e comprende quattro aree protette: la riserva naturale di Parsa, il parco nazionale di Chitwan, il parco nazionale di Bardia e la riserva naturale di Suklaphanta.
Attraverso il coinvolgimento e la responsabilizzazione delle popolazioni locali si svolge un'efficace opera di prevenzione e repressione del bracconaggio. Inoltre sono stati restaurati 536 ettari di foresta, si stanno creando dei corridoi naturali tra le aree protette con interventi di recupero e rinaturalizzazione e 250 ettari di pascoli sono ora gestiti in modo compatibile. Il Progetto Terai Arc Landscape prevede una serie di attività, sia dentro che fuori le aree protette, finalizzate alla conservazione dell'ambiente e delle specie animali che vi abitano: il rinoceronte indiano innanzitutto, ma anche la tigre del Bengala e l'elefante indiano. In Nepal sono state le stesse comunità ad aiutare il WWF a mantenere intatti i corridoi naturali all'interno delle foreste, aree chiave per la sopravvivenza della tigre.